# Anna Pic
Pour les articles homonymes, voir Pic.
Anna Pic, née le 4 juin 1978 à Montpellier, est une femme politique française.
Elle est élue députée dans la 4e circonscription de la Manche lors des élections législatives de 2022.

## Biographie
Elle naît le 4 juin 1978 d'une mère docteure en civilisation espagnole et d'un père receveur des postes.
Après des études de philosophie puis de socio-anthropologie, un master critique sur l'action des ONG, puis, après sept ans de travail comme surveillante dans un collège, elle devient conseillère principale d'éducation et travaille au lycée Victor-Grignard de Cherbourg,. 
Elle adhère au Parti socialiste en 2006.
Candidate PS aux élections départementales de 2015 dans la Manche, elle est élue au second tour dans le canton de Cherbourg-Octeville 1. Son binôme avec Frédéric Bastian (SE) recueille 51,94 % des suffrages contre 48,06 % au tandem Christine Donizalski (SE)-David Margueritte (UMP). Elle ne se représente pas aux élections départementales de 2021.
Le 3 janvier 2016, lors du premier conseil municipal de la commune nouvelle de Cherbourg-en-Cotentin, elle est élue adjointe aux relations internationales et à la coopération décentralisée.
En avril 2018, elle est élue secrétaire départementale du Parti socialiste de la Manche.
En juin 2021, elle est élue conseillère régionale de Normandie comme tête de liste dans la Manche de la liste d'union de la gauche et des écologistes.
En 2022, elle se présente aux élections législatives dans la quatrième circonscription de la Manche sous les couleurs de la Nouvelle Union populaire écologique et sociale (NUPES). Elle est élue au second tour contre la députée sortante Sonia Krimi (LREM), avec 51,61 % des voix.
En avril 2023, elle est élue secrétaire nationale aux fédérations et porte-parole du Parti socialiste. 
Lors des élections législatives anticipées des 30 juin et 7 juillet 2024, elle se représente dans la quatrième circonscription de la Manche sous la bannière du Nouveau Front populaire. Lors du premier tour, elle arrive en tête devant le candidat LR-RN, Nicolas Conquer, seul candidat pouvant se maintenir au second tour. Lors de ce dernier, elle est réélue avec 59,64 % des voix.

## Synthèse des résultats électoraux

### Élection départementale
| Année | Parti | Parti | Circonscription       | 1er tour | 1er tour | 1er tour | 2d tour | 2d tour | 2d tour |
| Année | Parti | Parti | Circonscription       | Voix     | %        | Rang     | Voix    | %       | Issue   |
| ----- | ----- | ----- | --------------------- | -------- | -------- | -------- | ------- | ------- | ------- |
| 2015  |       | PS    | Cherbourg-Octeville-1 | 2 071    | 36,37    | 1re      | 2 802   | 51,94   | Élue    |

### Élections législatives
| Année | Parti  | Parti | Circonscription | 1er tour | 1er tour | 1er tour | 2d tour | 2d tour | 2d tour |
| Année | Parti  | Parti | Circonscription | Voix     | %        | Rang     | Voix    | %       | Issue   |
| ----- | ------ | ----- | --------------- | -------- | -------- | -------- | ------- | ------- | ------- |
| 2022  |        | PS    | 4e de la Manche | 13 279   | 31,61    | 1re      | 20 482  | 51,61   | Élue    |
| 2024  | 19 940 | PS    | 4e de la Manche | 34,23    | 1re      | 32 748   | 59,64   | Élue    |         |